# Łapszyn (obwód lwowski)
Łapszyn (ukr. Лапшин) – wieś na Ukrainie w rejonie stryjskim (do 2020 roku w rejonie żydaczowskim) obwodu lwowskiego nad Dniestrem.

## Historia
Pod koniec XIX w. część wsi Holeszów w powiecie żydaczowskim.